# Емден (лек крайцер, 1925)
Eмден (на немски: Emden) е германски лек крайцер от Райхсмарине на Ваймарската република, и по-късно от Кригсмарине. Той е третият немски военен кораб с това име, след двата малки крайцера „SMS Emden I“ и „SMS Emden II“, кръстен на град Емден.

## История на създаването
Когато срокът на службата на първия от крайцерите, останали на Германия по силата на Версайския мирен договор, „Ниобе“, наближава своя край, на дневен ред излиза въпросът за построяването на кораб, който да го замени.
На 8 декември 1921 г. в държавната Военноморска корабостроителница във Вилхелмсхафен е заложен лек крайцер. Построяването му се проточва по различни причини, но на 7 януари 1925 г. в присътствието на командващия флота Ханс Ценкер е спуснат тържествено на вода. Наследява името си от немския бронепалубен крайцер „Емден“ (на немски: SMS Emden – Кораб на Негово Величество „Емден“), спуснат на вода 1908 г., участвал в Първата световна война, а вдовицата на командира му, Карл Фридрих Макс фон Мюлер (на немски: Karl Friedrich Max von Müller), по време на церемонията е кръстница.
„Емден“ е първият голям кораб в германския флот, построен след Първата световна война.

## История на службата

### Походи в чужбина
„Емден“ плава в чужбина с пропагандна цел под командването на известния и уважаван офицер-подводничар Лотар фон Арно де ла Перие. Корабът е посещавал и пристанище Варна през 30-те години на 20-ти век.

### Втора световна война
На 4 септември 1939 г. „Емден“ е повреден във Вилхелмсхафен от свален английски бомбардировач, загиналите са 9, а ранените 20. Това са първите жертви за Кригсмарине във Втората световна война. През 1940 г. „Емден“ е част от група кораби, които на 8 април влизат в Ослофиорд. На 10 април той акостира в Осло и служи до 7 юни като централа за свръзка между въоръжените сили на Вермахта. След като отплава за Свинемюнд отново се използва за учебни цели. Малки военни задачи се редуват с периоди на учебно използване.
На 9 април 1945 г. крайцерът е силно повреден в Кил от бомба, и на 3 май 1945 г. е взривен от капитан-лейтенант Хелмут Кумер.

## Коментари
1. ↑  Според немската класификация на Кайзерлихе Марине на Германската империя те се обозначават като малки крайцери (на немски: Kleiner Kreuzer).
2. ↑  Префиксът „SMS“ е от на немски: Seiner Majestat Schiff (Кораб на Негово Величество).